# Fino al nostro prossimo incontro
Fino al nostro prossimo incontro (また逢ふ日まで?, Mata au hi made) è un film del 1932 diretto da Yasujirō Ozu.
Il film, oggi perduto, è stato distribuito il 24 novembre 1932.